# Isle of Man TT 1947
De Isle of Man TT 1947 was de negenentwintigste uitvoering van de Isle of Man TT. Ze werd verreden op de Snaefell Mountain Course, een stratencircuit op het eiland Man. Het was de eerste TT van Man na de Tweede Wereldoorlog.
| 1947 | - Clubmans Junior TT, Clubmans Senior TT en Clubmans Lightweight TT ingevoerd |

## Algemeen
Hoewel de Tweede Wereldoorlog al twee jaar voorbij was, ijlden de gevolgen ervan nog steeds na. In 1946 was er op het vasteland van Europa al mondjesmaat geracet, maar men ondervond grote problemen door het gebruik van synthetisch rubber en ongeschikte motorolie. Benzine, voor zover beschikbaar, was van matige kwaliteit. Door de beperkte klopvastheid moest de compressieverhouding van de machines verlaagd worden waardoor het vermogen sterk afnam. Ook reizen was nog niet eenvoudig, zeker niet naar het afgelegen eiland Man. Toch werd eind 1946 de Manx Grand Prix weer verreden, maar de TT van Man moest nog een half jaar wachten. Men gebruikte laag octaan merkloze "Pool" benzine, verstrekt door de Petroleum (Pool) Board. Daardoor bleven de snelheden nog laag.

### Reglementen
De geallieerden konden na de oorlog grote invloed uitoefenen op de Fédération Internationale de Motocyclisme. Duitsland werd voorlopig uitgesloten van deelname aan internationale wedstrijden, maar voor de Britten was het ook belangrijk dat het gebruik van compressoren verboden werd. Daarmee hadden de Duitsers en de Italianen voor de oorlog grote vorderingen gemaakt. Hierdoor werden ook de snelste concurrerende motorfietsen als de BMW RS 500, de geblazen DKW's en NSU's, de Moto Guzzi Compressore 250 en de Gilera Rondine buitenspel gezet

### Ontbrekende coureurs
Acht jaar na de laatste TT was het logisch dat een aantal coureurs inmiddels gestopt was. Daaronder waren "Crasher" White, die vanwege zijn huwelijk was gestopt en Stanley Woods, die inmiddels 44 jaar oud was en zich ging richten op de rustiger trialsport. Henry Tyrell-Smith leidde korte tijd de reparatiewerkplaats van de buitgemaakte fabriek van Volkswagen in Wolfsburg en ging daarna op de ontwikkelingsafdeling van Triumph werken. Ook was een aantal gesneuveld. Harry Lamacraft was in 1943 boven Nederland neergeschoten met zijn Lockheed Ventura-bommenwerper, Walter Rusk was al in 1940 neergestort met een Hawker Hart-lesvliegtuig. Ted Mellors had de oorlog overleefd, maar verongelukte in 1946 door koolmonoxidevergiftiging in zijn eigen garage. Wal Handley, die al halverwege de jaren dertig was gestopt met motorraces, was in 1941 neergestort met een Bell P-39 Airacobra-jachtvliegtuig.

### Machines
De machines waren grotendeels vooroorlogs, omdat de ontwikkelingen tijdens de oorlog hadden stilgelegen. Een uitzondering was Associated Motor Cycles, dat eigenaar was van AJS, Matchless en Sunbeam. Het had een grote opdracht gekregen om de motorfietsen die bij de Slag om Duinkerke van 1940 verloren waren gegaan te vervangen. Onder de bezielende leiding van de broers Harry, Charlie en Bert Collier kreeg de van Norton overgekomen Joe Craig de opdracht om een nieuwe tweecilinder te ontwikkelen. Het prototype kreeg nog de naam Sunbeam E90S, maar in 1947 was het inmiddels de AJS E90 geworden. Een succes werd het nog niet: Leslie Graham werd er slechts negende mee in de Senior TT. Moto Guzzi stuurde een Bicilindrica 500 voor Freddie Frith, die echter tijdens de training geblesseerd raakte. Norton had vlak voor de oorlog de Norton CS1 en de Norton CJ1 doorontwikkeld tot de Norton 30M en de Norton 40M, met ongedempte telescoopvorken. De 30M won de Senior TT, maar de 40M was niet opgewassen tegen de Velocette KTT Mk VIII, die de eerste vier plaatsen in de Junior TT bezette. In de Lightweight TT ging Moto Guzzi met de Moto Guzzi Albatros met de eer strijken.

### Clubmans TT
De Auto-Cycle Union introduceerde drie nieuwe klassen, waarmee ze inspeelde op de populaire clubmanraces. Dit waren wedstrijden voor "normale" straatmotorfietsen, waarmee leden van clubs op korte circuits tegen elkaar konden racen zonder de hoge kosten voor een productieracer. De 250cc-Clubmans Lightweight TT, de 350cc-Clubmans Junior TT en de 500cc-Clubmans Senior TT reden tegelijk, maar de 250cc-machines reden slechts drie ronden, de overige klassen vier. De machines moesten voorzien zijn van een kickstarter en verlichting en mochten geen megafoonuitlaten gebruiken.

## Senior TT
Nu de BMW RS 500 ontbrak kon Norton het succes van de TT van 1938 herhalen. Harold Daniell stuurde de Norton 30M naar de overwinning voor stalgenoot Artie Bell. Freddie Frith (Moto Guzzi Bicilindrica 500) werd al tijdens de trainingen uitgeschakeld toen hij bij een val een schouderluxatie opliep.
| Pos | Coureur        | Merk      | Tijd      | Snelheid   |
| --- | -------------- | --------- | --------- | ---------- |
| 1   | Harold Daniell | Norton    | 3:11"22'2 | 82,813 mph |
| 2   | Artie Bell     | Norton    | 3:11"44'2 | 82,656 mph |
| 3   | Peter Goodman  | Velocette | 3:12"11'0 | 82,463 mph |
| 4   | Ted Frend      | Norton    | 3:14"17'4 | 81,570 mph |
| 5   | Guy Newman     | Norton    | 3:19"00'0 | 79,638 mph |
| 6   | Roy Evans      | Norton    | 3:23"02'8 | 78,051 mph |
| 7   | Noel Christmas | Norton    | 3:23"02'2 | 78,048 mph |
| 8   | Bill Beevers   | Norton    | 3:24"20'0 | 77,560 mph |
| 9   | Leslie Graham  | AJS       | 3:24"34'0 | 77,472 mph |
| 10  | Les Dear       | Norton    | 3:28"43'0 | 75,931 mph |
| 11  | Tommy Wood     | Velocette | 3:30"21'6 | 75,336 mph |
| 12  | Frank Fry      | Velocette | 3:37"40'0 | 72,839 mph |
| 13  | Bert Myers     | Norton    | 3:55"51'0 | 67,195 mph |
| 14  | Jock West      | AJS       | 4:19"32'6 | 60,983 mph |

| Coureur       | Merk       | Oorzaak         |
| ------------- | ---------- | --------------- |
| Freddie Frith | Moto Guzzi | Val in training |

| Coureur         | Merk      | Oorzaak |
| --------------- | --------- | ------- |
| Ken Bills       | Norton    |         |
| Bob Foster      | Velocette |         |
| Eric Oliver     | Norton    |         |
| Noel Pope       | Norton    |         |
| Jock Weddell    | Norton    |         |
| David Whitworth | Norton    |         |

## Junior TT
Bob Foster leidde de Junior TT van start tot finish. Hij won met vier minuten voorsprong op teamgenoot David Whitworth. Jock Weddell werd derde en de "zoon van de baas" Peter Goodman finishte als vierde.
| Pos | Coureur             | Merk      | Tijd      | Snelheid   |
| --- | ------------------- | --------- | --------- | ---------- |
| 1   | Bob Foster          | Velocette | 3:17"20'0 | 80,311 mph |
| 2   | David Whitworth     | Velocette | 3:21"26'0 | 81,677 mph |
| 3   | Jock Weddell        | Velocette | 3:28"07'0 | 76,150 mph |
| 4   | Peter Goodman       | Velocette | 3:29"00'0 | 75,822 mph |
| 5   | Les Martin          | Norton    | 3:30"30'0 | 73,964 mph |
| 6   | Freddie Hudson      | Norton    | 3:34"16'0 | 76,960 mph |
| 7   | Guy Newman          | Velocette | 3:34"19'0 | 73,940 mph |
| 8   | Tommy Wood          | Velocette | 3:36"16'0 | 73,280 mph |
| 9   | Eric Oliver         | Norton    | 3:37"05'0 | 73,000 mph |
| 10  | Geoff Murdoch       | Norton    | 3:37"07'0 | 72,990 mph |
| 11  | Bernie Roger        | Velocette | 3:37"26'0 | 72,880 mph |
| 12  | Harold Hartley      | Velocette | 3:37"32'0 | 72,850 mph |
| 13  | Roland Pike         | Norton    | 3:38"51'0 | 72,410 mph |
| 14  | Humphrey Waddington | Norton    | 3:39"44'0 | 72,120 mph |
| 15  | Svend-Aage Sørensen | Excelsior | 3:40"27'0 | 71,890 mph |
| 16  | Eric Briggs         | Norton    | 3:41"50'0 | 71,440 mph |
| 17  | František Juhan     | Velocette | 3:42"00'0 | 71,380 mph |
| 18  | Bill Beevers        | Norton    | 3:42"18'0 | 71,290 mph |
| 19  | Leslie Hill         | Norton    | 3:42"40'0 | 71,170 mph |
| 20  | Alan Horne          | Norton    | 3:42"44'0 | 71,150 mph |
| 21  | Ken Bills           | Norton    | 3:44"47'0 | 70,500 mph |
| 22  | Paddy Johnston      | Norton    | 3:47"09'0 | 69,760 mph |
| 23  | Frank Shillings     | Norton    | 3:51"47'0 | 68,370 mph |
| 24  | S. Goddard          | Velocette | 3:55"03'0 | 67,420 mph |
| 25  | Noel Pope           | Velocette | 3:58"28'0 | 66,450 mph |
| 26  | Bill Webster        | Norton    | 4:01"30'0 | 62,620 mph |

| Coureur        | Merk      | Oorzaak |
| -------------- | --------- | ------- |
| Artie Bell     | Norton    |         |
| Jack Brett     | Velocette |         |
| Maurice Cann   | Norton    |         |
| Noel Christmas | AJS       |         |
| Harold Daniell | Norton    |         |
| Ben Drinkwater | Norton    |         |
| Frank Fry      | Velocette |         |
| Ernie Lyons    | Norton    |         |
| Bert Myers     | Norton    |         |

## Lightweight TT
Ook zonder de Compressore 250 was Moto Guzzi dominant in de Lightweight TT. Manliff Barrington en Maurice Cann stuurden hun Moto Guzzi Albatros-racers naar de eerste twee plaatsen, voor Excelsior-rijder Ben Drinkwater.
| Pos | Coureur             | Merk         | Tijd      | Snelheid   |
| --- | ------------------- | ------------ | --------- | ---------- |
| 1   | Manliff Barrington  | Moto Guzzi   | 3:36"26'6 | 73,220 mph |
| 2   | Maurice Cann        | Moto Guzzi   | 3:37"10'8 | 72.972 mph |
| 3   | Ben Drinkwater      | Excelsior    | 3:45"57'0 | 70,139 mph |
| 4   | Les Archer          | New Imperial | 3:47"02'0 | 69,805 mph |
| 5   | Stan Pike           | Rudge        | 3:51"09'6 | 68,559 mph |
| 6   | George Paterson     | New Imperial | 3:51"24'0 | 68,488 mph |
| 7   | Svend-Aage Sørensen | Excelsior    | 3:53"50'0 | 67,775 mph |
| 8   | Paddy Johnston      | CTS          | 3:54"01'6 | 67,760 mph |
| 9   | Les Martin          | Excelsior    | 3:54"22'0 | 67,621 mph |
| 10  | Jack Brett          | Excelsior    | 3:55"39'6 | 67,249 mph |
| 11  | Bill Webster        | Excelsior    | 4:29"37'0 | 58,780 mph |

| Coureur          | Merk      | Oorzaak |
| ---------------- | --------- | ------- |
| Charlie Brett    | Excelsior |         |
| Harold Hartley   | Rudge     |         |
| Roland Pike      | Rudge     |         |
| Chris Tattersall | CTS       |         |

| Pos | Coureur            | Merk    | Tijd      | Snelheid  |
| --- | ------------------ | ------- | --------- | --------- |
| 1   | Eric Briggs        | Norton  | 1:55"08'0 | 78,67 mph |
| 2   | Allan Jefferies    | Triumph | 2:00"23'0 | 75,23 mph |
| 3   | Geoff Parsons      | Ariel   | 2:07"06'0 | 71,26 mph |
| 4   | P. Waterman        | AJS     | 2:08"08'0 | 70,68 mph |
| 5   | Georg Leigh        | Norton  | 2:08"25'0 | 70,53 mph |
| 6   | F. Fairbairn       | Norton  | 2:09"47'0 | 69,80 mph |
| 7   | H. Iremonger-Watts | Triumph | 2:10"54'0 | 69,23 mph |
| 8   | Syd Lawton         | Rudge   | 2:14"20'0 | 67,43 mph |
| 9   | H. Bacon           | Norton  | 2:15"12'0 | 66,99 mph |
| 10  | W. Myers           | Rudge   | 2:19"39'0 | 64,85 mph |
| 15  | Phil Heath         | Norton  | 2:41"15'0 | 56,17 mph |

| Pos | Coureur           | Merk    | Tijd      | Snelheid  |
| --- | ----------------- | ------- | --------- | --------- |
| 1   | Denis Parkinson   | Norton  | 2:08"01'0 | 70,74 mph |
| 2   | Bob Pratt         | Norton  | 2:11"30'0 | 68,87 mph |
| 3   | Wilf Sleightholme | AJS     | 2:12"39'0 | 68,28 mph |
| 4   | J. Simister       | Norton  | 2:14"34'0 | 67,30 mph |
| 5   | Fron Purslow      | BSA     | 2:15"40'0 | 66,75 mph |
| 6   | R. Pennycook      | Norton  | 2:18"06'0 | 65,59 mph |
| 7   | P. Moss           | BSA     | 2:21"25'0 | 64,05 mph |
| 8   | Milton Sunderland | Norton  | 2:21"39'0 | 63,95 mph |
| 9   | Eric Cheyney      | Triumph | 2:24"58'0 | 62,48 mph |
| 10  | W. Wilshere       | Ariel   | 2:29"12'0 | 60,71 mph |

## Clubmans Lightweight TT

### Uitslag Clubmans Lightweight TT
| Pos | Coureur      | Merk      | Tijd      | Snelheid  |
| --- | ------------ | --------- | --------- | --------- |
| 1   | Basil Keys   | AJS       | 1:45"42'0 | 64,27 mph |
| 2   | Les Archer   | Velocette | 1:46"36'0 | 63,73 mph |
| 3   | Don Crossley | Velocette | 1:47"58'0 | 62,91 mph |
| 4   | R. Fish      | Excelsior | 2:51"00'0 | 59,34 mph |
| 5   | W. Jenness   | Excelsior | 2:05"08'0 | 59,29 mph |

### Niet gefinisht
| Coureur        | Merk      | Oorzaak |
| -------------- | --------- | ------- |
| Arthur Wheeler | Excelsior |         |

1907 · 1908 · 1909 · 1910 · 1911 · 1912 · 1913 · 1914 · Eerste Wereldoorlog · 1920 · 1921 · 1922 · 1923 · 1924 · 1925 · 1926 · 1927 · 1928 · 1929 · 1930 · 1931 · 1932 · 1933 · 1934 · 1935 · 1936 · 1937 · 1938 · 1939 · Tweede Wereldoorlog · 1947 · 1948 · 1949 · 1950 ·1951 · 1952 · 1953 · 1954 · 1955 · 1956 · 1957 · 1958 · 1959 · 1960 · 1961 · 1962 · 1963 · 1964 · 1965 · 1966 · 1967 · 1968 · 1969 · 1970 · 1971 · 1972 · 1973 · 1974 · 1975 · 1976 · 1977 · 1978 · 1979 · 1980 · 1981 · 1982 · 1983 · 1984 · 1985 · 1986 · 1987 · 1988 · 1989 · 1990 · 1991 · 1992 · 1993 · 1994 · 1995 · 1996 · 1997 · 1998 · 1999 · 2000 · 2002 · 2003 · 2004 · 2005 · 2006 · 2007 · 2008 · 2009 · 2010 · 2011 · 2012 · 2013 · 2014